# Egide Linnig

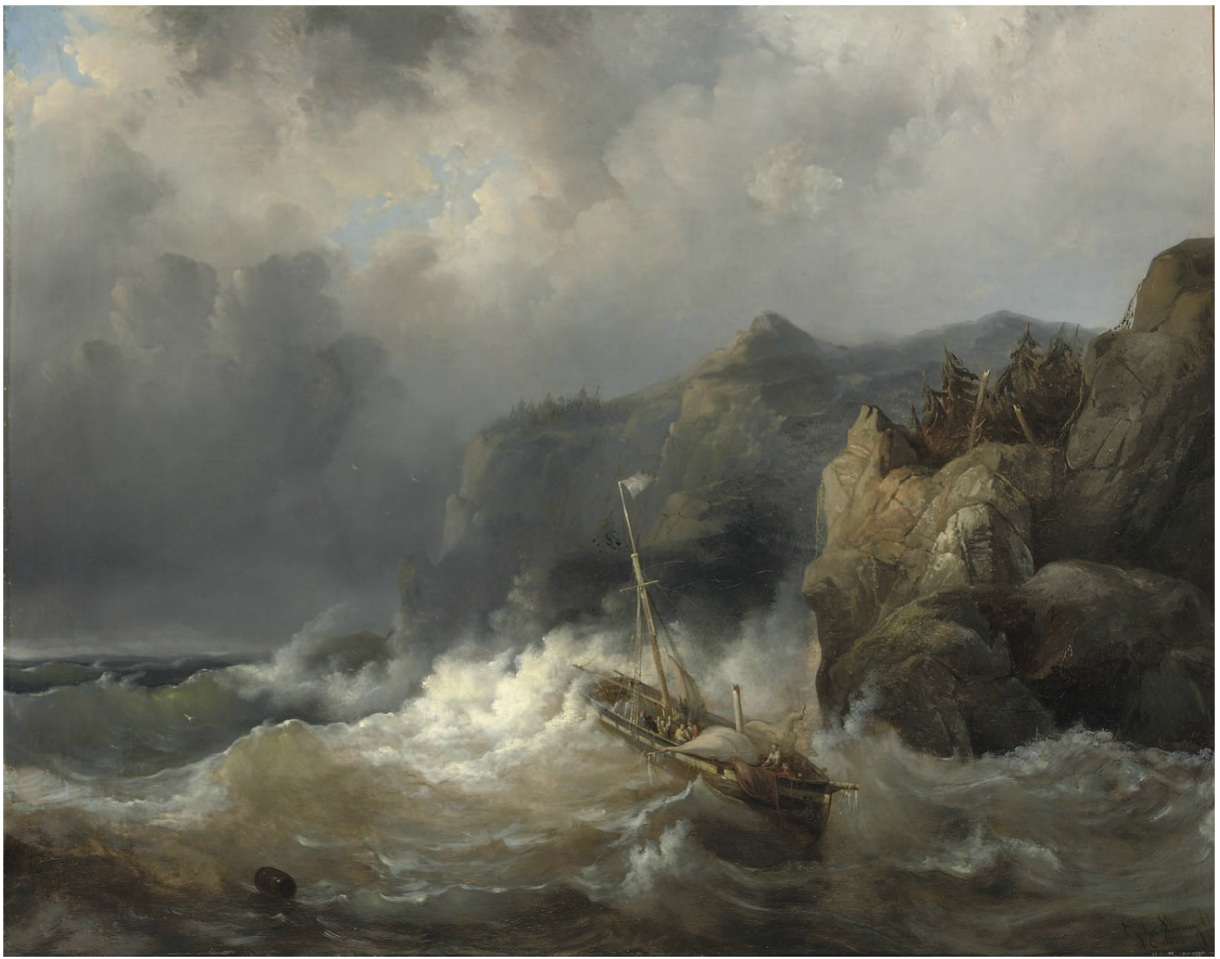
Naufragio en una costa rocosa

Egide Linnig o Egidius Linnig (25 de agosto de 1821-13 de octubre de 1860) fue un pintor, dibujante y grabador belga conocido sobre todo por su arte marino y sus ocasionales escenas de género. Fue uno de los primeros grabadores realistas de Bélgica. 
Egide Linnig nació en Amberes como hijo de Pieter-Josef Linnig (nacido en Aschbach, Renania-Palatinado en Alemania) y Catharina Josephina Leys. Su padre era ebanista. Tenía dos hermanos mayores (Jan Theodoor) Jozef Linnig y Willem Linnig el Viejo, quienes se convirtieron en pintores y grabadores.

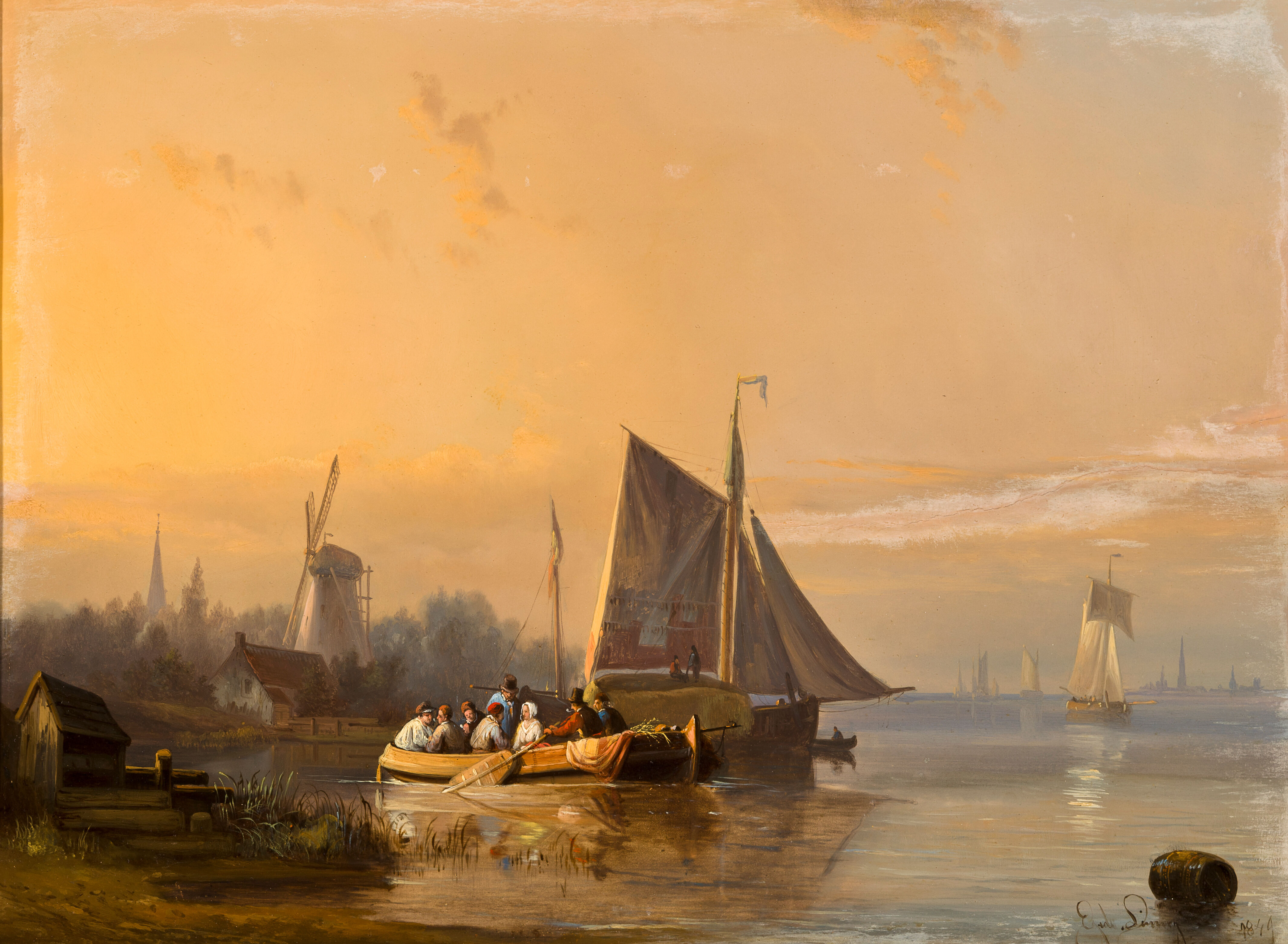
Escena del río al atardecer

A partir de 1834, Linnig estudió en la Academia de Bellas Artes de Amberes. Linnig no estaba contento con el énfasis que ponía Mattheus Ignatius van Bree, director de la Academia, en la pintura de historia. Linnig se sintió desde el principio más atraído por el género marino y aprovechó la muerte de van Bree, en 1839, para cambiar de profesor a Jacques van Gingelen, pintor de paisajes y grabador. Entre los compañeros y contemporáneos de Linnig en esos años se encontraban François Lamorinière, Hendrik Frans Schaefels, Lucas Victor Schaefels, Louis Van Kuyck, Karel Verlat y Henri Adolphe Schaep. Durante sus estudios en la Academia, Linnig realizó muchas obras del natural, especialmente del río Escalda. 
Mientras seguía matriculado en la Academia, Linnig participó en el Salón Trienal de Amberes en 1840 exponiendo dos cuadros marinos, Pesca de arenques en el banco del Dogger y Costa cerca de Zierikzee. En 1842, Linnig decidió poner fin a sus estudios académicos. En el verano del año siguiente se unió a la tripulación de los barcos de pesca para estudiar con detalle todas las maniobras de los buques. En años posteriores, Linnig seguiría realizando pequeños viajes por mar para inspirarse. Uno de estos viajes le inspiró el cuadro El bergantín "Timor" naufragado frente a la costa inglesa, que expuso en el Salón Trienal de Bruselas en 1842. 
En 1844, el año de su matrimonio, Linnig y su hermano Willem pasaron una temporada en La Haya. En el museo Mauritshuis de La Haya, estudió las obras de maestros antiguos y contemporáneos. Linnig escribió más tarde que este viaje a los Países Bajos fue decisivo para el desarrollo de su concepción del arte y que esta nueva concepción se reflejó en su composición Naufragio en la costa inglesa. Presentó esta obra al Salón Trienal de Bruselas de 1845. En 1847 Linnig se embarcó hacia Noruega. En 1848, o poco antes, se trasladó de Amberes a St Willibrords.

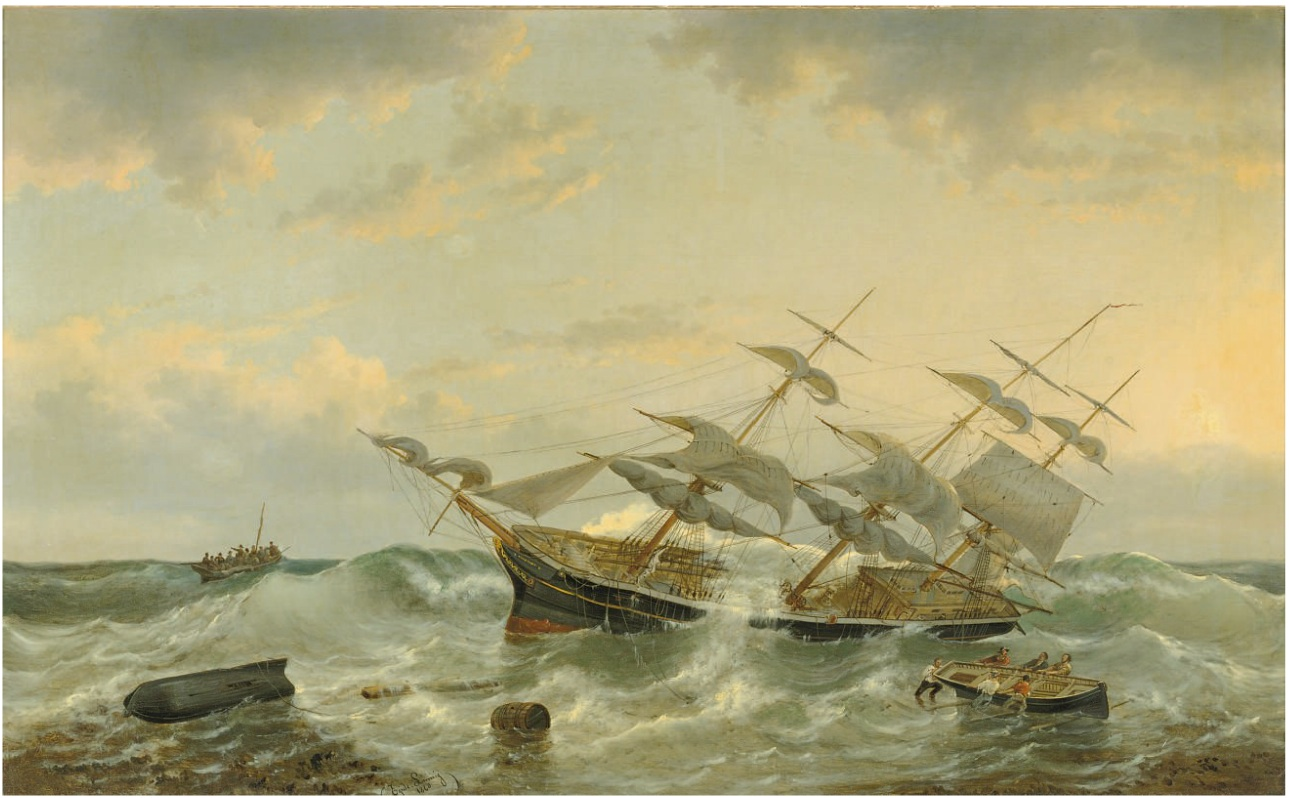
El tres mástiles 'Constant' frente a la costa de Nueva Guinea

Linnig presentó cuatro obras en el Salón de Amberes de 1849. Estos eran infantes de marina ordinarios, así como retratos de barcos. A partir de 1849, Linnig exhibió regularmente en Alemania, donde sus marines tuvieron éxito y fueron coleccionados por varios museos. A fines de la década de 1840 y principios de la de 1850, Linnig participó un total de tres veces en la " Exposición de Maestros Vivos " en los Países Bajos con las siguientes obras: Los restos de un barco sardo (La Haya, 1847), Tormenta (Rotterdam, 1848) y La invernada de Barends y van Heemskerk en Nova Zembla . El último trabajo se inspiró en el poema del poeta holandés Hendrik Tollens sobre los desastres marítimos de los barcos holandeses en el siglo XVI cerca de Novaya Zemlya (La Haya, 1851).
A partir de la década de 1850, Linnig produjo muchas marinas. Se trataba de escenas de género general o de escenas que representaban un barco con nombre que desempeñaba un papel principal en la acción. Estas últimas eran una forma de combinación entre el retrato de un barco y la pintura marinera general y solían realizarse por encargo de compañías navieras y capitanes de barco. Un ejemplo de esta última categoría es El tres mástiles 'Constant' frente a la costa de Nueva Guinea. Representa al buque mercante "Constant" después de haber chocado con un arrecife de coral frente a la costa de una pequeña isla cerca de Nueva Guinea el 15 de junio de 1858. También muestra cómo, tras abandonar el barco, la tripulación intenta llegar a tierra después de que los botes salvavidas tuvieran una fuga.
A lo largo de la década de 1850, Linnig continuó realizando presentaciones en los Salones de Amberes y Bruselas.
Linnig murió en Sint Willibrords el 16 de octubre de 1860. La causa de su muerte fue una neumonía, que había contraído tras fallar su salto desde una lancha y caer al agua. 
Florent Crabeels fue su alumno.

## Obra

### General

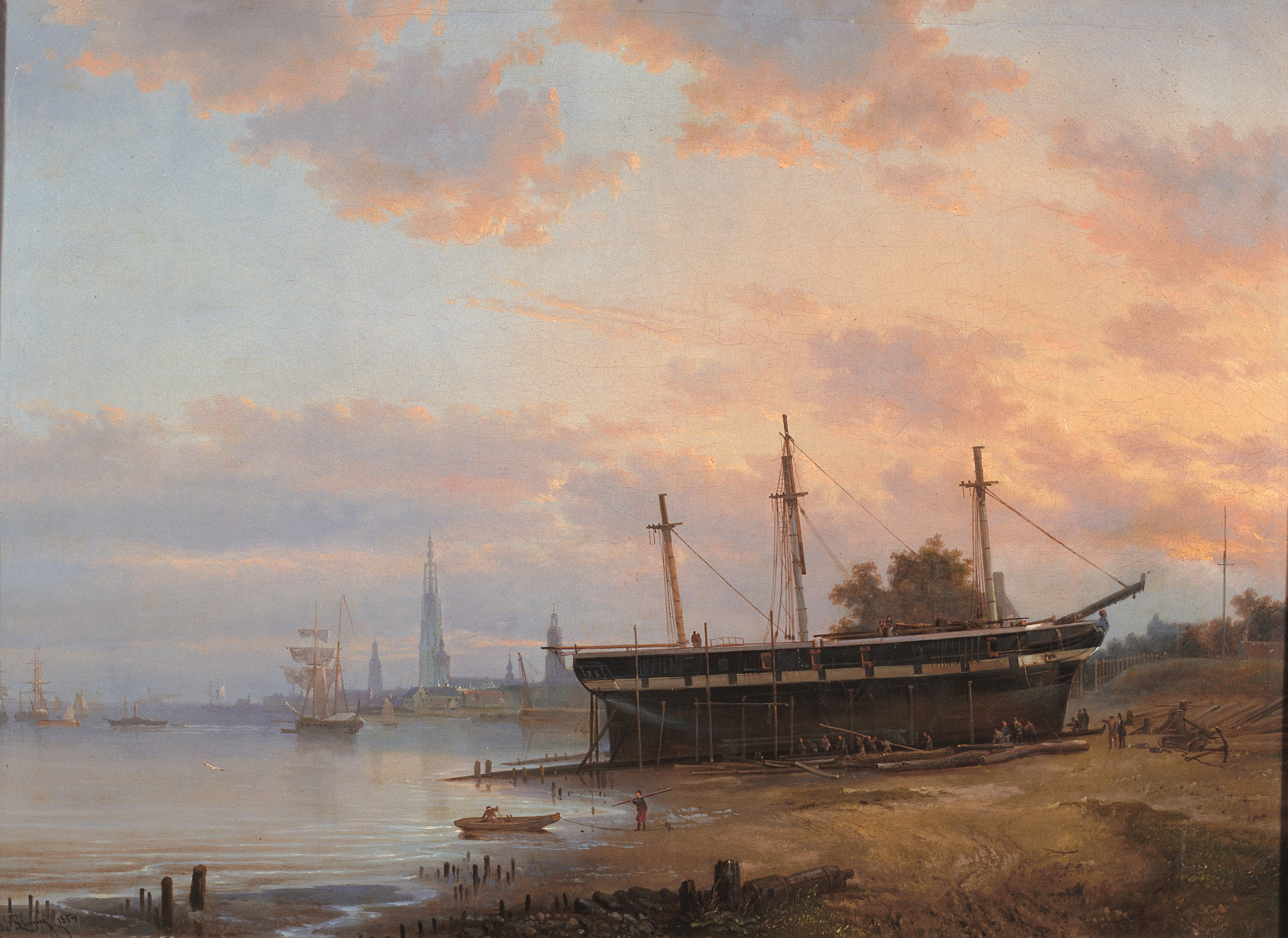
Fragata de la marina mercante belga Macassar

La temática de la obra de Linnig es principalmente marinas, retratos de barcos y paisajes costeros. También realizó algunas escenas de género. El Escalda de Amberes hasta su estuario fue una de sus principales fuentes de inspiración. También le interesaba representar las ciudades costeras flamencas, como demuestran sus grabados con paisajes costeros de Nieuwpoort y Wenduine. Linnig solía firmar y fechar sus obras y, en ocasiones, dibujaba el símbolo masónico de la escuadra y el compás junto a su firma, ya que era masón.
Linnig fue un importante representante del movimiento romántico-realista en la pintura marina belga. Este movimiento tuvo su apogeo entre 1830 y 1860. Linnig es un representante típico de este movimiento en la elección de su temática, que abarca las habituales escenas románticas como las tormentas, la alta mar y los naufragios. Tenía una especial preferencia por los "momentos extremos" del día: el amanecer y el atardecer, el comienzo y el final del día, cuando los contrastes cromáticos son más intensos y los colores más llamativos. Otros momentos extremos que trataba con regularidad eran los cielos en el momento de una tormenta amenazante, con relámpagos y pesadas masas de nubes que crean un contraste entre el primer plano soleado y el paisaje de fondo oscuro o viceversa.

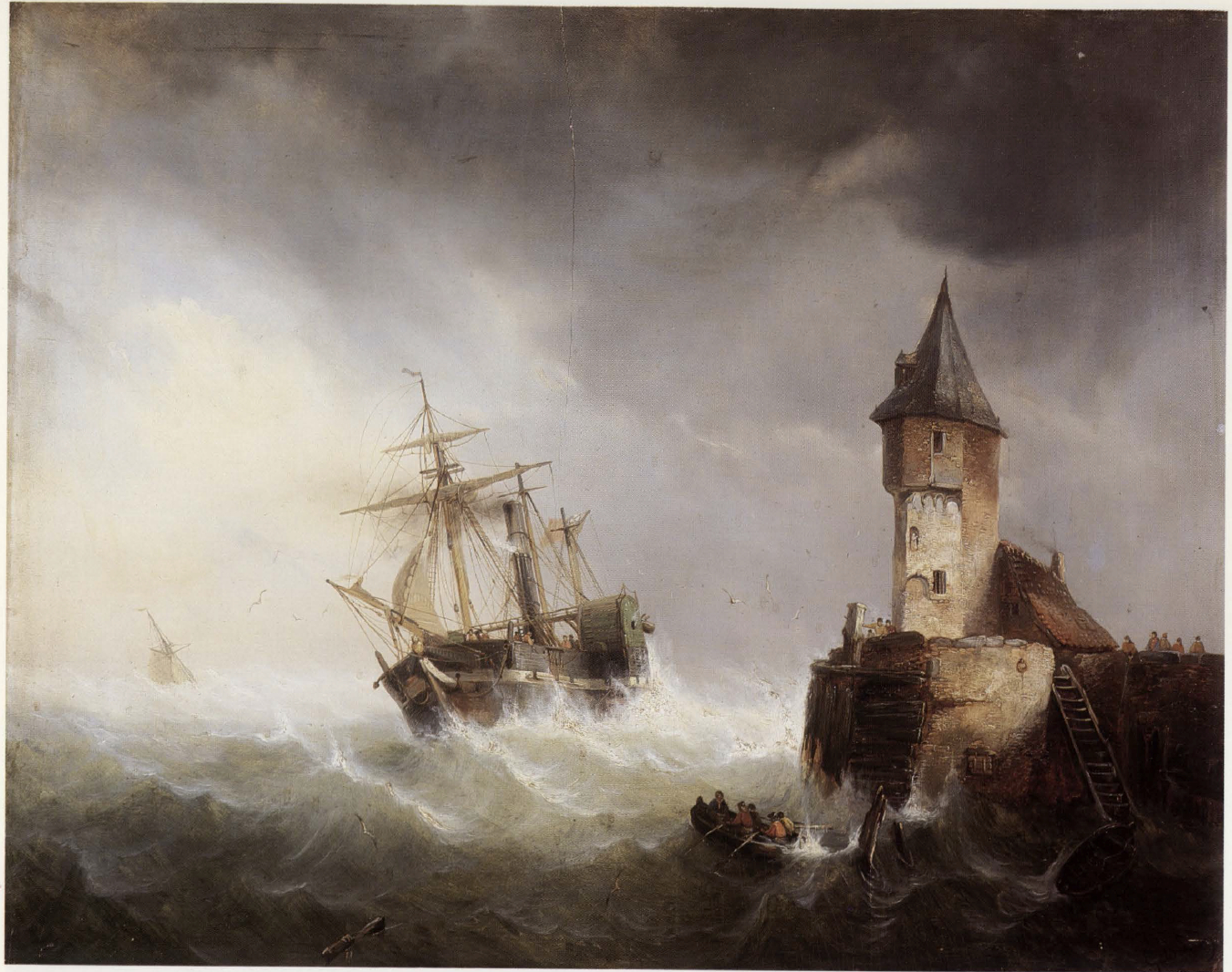
El Soho entra en el estuario del Escalda cerca de Flushing

Un buen ejemplo de la búsqueda romántica de efectos de Linnig puede verse en El Soho entra en el estuario del Escalda cerca de Flushing (1843, Museum aan de Stroom ), que es quizás uno de los cuadros más impresionantes de su obra. Linnig trata el tema de  manera especialmente original al retratar el "Soho", un vapor de la London General Steam & Navigation Company, no visto desde su estribor o babor como era habitual, sino de frente. Como resultado, el vapor se muestra en escorzo extremo y la proa del barco recibe toda la atención. Este ángulo especial, combinado con detalles como el mar agitado, el tiempo tormentoso y la caseta de vigilancia en ruinas, crean una composición enérgica y dinámica.

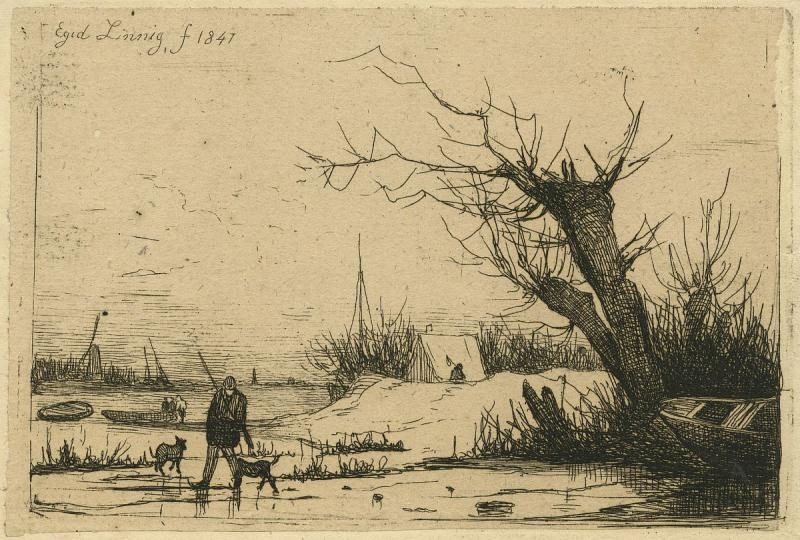
Cazador en el hielo

Las pinturas marinas de Linnig están siempre bien equilibradas y prestan especial atención a la precisión topográfica. Su obra constituye un importante testimonio de la historia de la navegación, ya que trabajó durante el periodo crucial que marcó la transición de los barcos de vela a los de vapor. Sus obras son también importantes documentos sobre las actividades marítimas y los muelles de Amberes y sus alrededores en aquella época.

### Obra gráfica
Linnig se formó muy pronto como grabador y fue uno de los primeros en practicar este arte como género autónomo. Se le considera uno de los primeros grabadores realistas de Bélgica. Sus grabados, aunque técnicamente acabados, conservan un carácter de ejecución libre y rápida. El tema de su obra gráfica incluía marinas y retratos de barcos, como en su obra pictórica, y se extendía más allá a paisajes costeros, vistas topográficas de puertos y escenas urbanas, así como escenas de género con personas como pescadores y mujeres ocupadas en la playa, en los puertos o en los mercados. También grabó un retrato suyo el año anterior a su muerte, que muestra al artista con barba y las mejillas hundidas.
Los dibujos de Linnig fueron utilizados por otros grabadores como diseño de grabados y litografías.

## Referencias

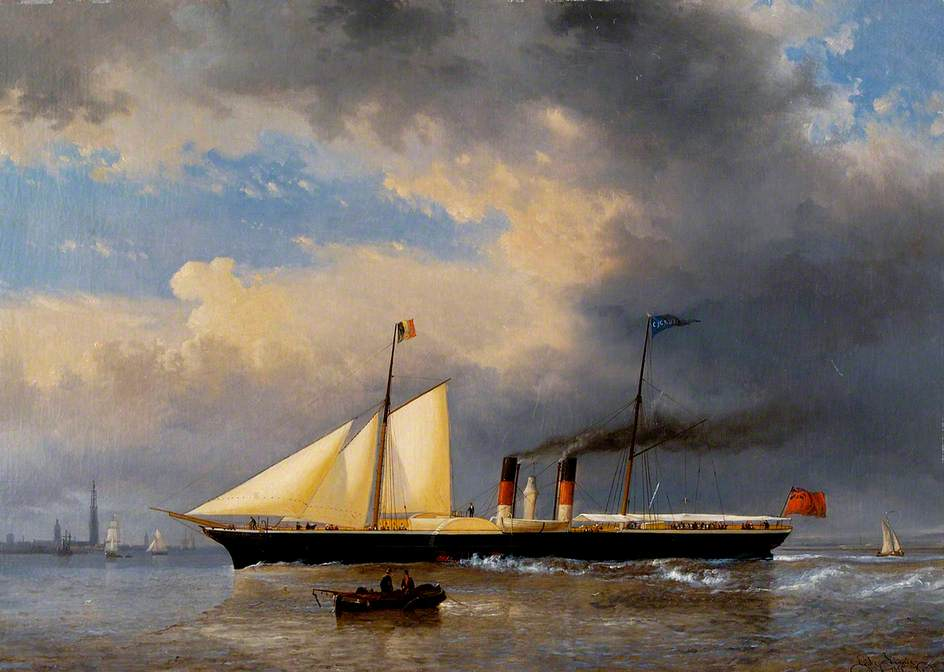
El barco de vapor Cygnus